# Eugen Balint
Eugen Balint (ur. 5 marca 1927 w Ineu) – rumuński gimnastyk, uczestnik Igrzysk Olimpijskich w 1952 w Helsinkach. Na igrzyskach olimpijskich zajął 161. miejsce w wieloboju gimnastycznym.